# Odznaczenia Łotewskiego Czerwonego Krzyża
Odznaczenia Łotewskiego Czerwonego Krzyża (łot. Latvijas Sarkanā Krusta apbalvojumi) — odznaczenia w czterech klasach nadawane przez Łotewski Czerwony Krzyż w okresie międzywojennym.

## Opis odznaki
Odznaczenie nadawane było w okresie międzywojennym osobom, które poniosły zasługi dla Łotewskiego Czerwonego Krzyża. Składało się z czterech różnych odznak:
- Odznaką I klasy był Krzyż Honorowy. Był to równoramienny krzyż grecki z bordowej emalii z umieszczonym pośrodku wielkim herbem Łotwy w kolorach heraldycznych. Wymiary 45x45 mm. Na rewersie z białej emalii posiadał medalion z datą 20.XI.1918[1].
- Odznaką II klasy była Odznaka Honorowa. Stanowił ją równoramienny krzyż grecki wypełniony emalią w kolorze flagi narodowej (bordowy z wąskim białym paskiem pośrodku). Na środku krzyża znajdował się biały medalion z odznaką czerwonego krzyża otoczony wieńcem ze złotych liści dębowych. Na górnym ramieniu krzyża odznaki znajdował się wielki herb Łotwy w kolorach heraldycznych. Wymiary 56x44 mm. Na rewersie z białej emalii posiadał medalion z datą 20.XI.1918[2].
- Odznaką III klasy była Odznaka Uznania. Stanowiła ją tarcza z białej emalii z wizerunkiem czerwonego krzyża, otoczona z boków ornamentem w kolorze zielonym, a od góry wypustką w barwach flagi narodowej. Tarczę wieńczyła ozdoba z niebieskiej emalii z wybrzuszonym wzniesieniem pośrodku, na którym znajdowało się zawieszenie. Ozdoba posiadała trzy gwiazdy symbolizujące trzy prowincje historyczne Łotwy oraz literę L pośrodku. Wymiary 45x28 mm. Na rewersie znajdował się medalion z datą 20.XI.1918[2].
- Odznaką IV klasy była Mała Odznaka Honorowa. Różniła się od odznaki III klasy jedynie wielkością i brakiem wybrzuszenia w środkowej górnej części odznaki. Wymiary: 17,5x26 mm[2].

Odznaczenia I, II i III klasy zawieszane były na wstążce o kształcie i kolorach flagi łotewskiej. Odznaka IV klasy nie posiadała wstążki i była przypinana szpilką. Wstążka odznak II i III klasy miała szerokość 35 mm, a I klasy 51 mm.